# Tintin w krainie czarnego złota
Tintin w krainie czarnego złota to piętnasty album komiksowy z przygodami młodego reportera Tintina i jego psa, Milusia. Autorem komiksu jest Hergé.
Po raz pierwszy wydano go w Le Petit Vingtième w latach 1939-40, ale zakończono w połowie. Później, Hergé przerysował komiks, który został pokolorowany i wydany w magazynie Tintin oraz w formie książkowej w latach 1948-50. Akcja obu wersji toczy się w Brytyjskim Mandacie Palestyny. W 1972 roku, niektóre części komiksu zostały ponownie przerysowane, aby akcja toczyła się w fikcyjnym państwie - Khemed.

## Treść
Silniki samochodów wybuchają w całym państwie. Powodem jest benzyna, do której dodany jest nieznany składnik wybuchowy. W ten sposób cały transport jest niemal sparaliżowany, co powoduje pogorszenie sytuacji gospodarczej. Ponadto, sytuacja międzynarodowa jest bardzo napięta i kieruje się ku wojnie, w wyniku czego kapitan Baryłka zostaje zmobilizowany. 
Tintin podsłuchuje rozmowę pomiędzy jednym z członków załogi Speedol Star a nieznanym człowiekiem; zaintrygowany, jako radiotelegrafista zaokrętowuje się na pokładzie razem z Tajniakiem i Jawniakiem. Statek zmierza do Khemedu (fikcyjne państwo na Bliskim Wschodzie). Podczas rejsu jeden z członków załogi, szmugler narkotyków, rozpoznaje policjantów i Milusia; aby pozbyć się całej trójki podrzuca Tajniakowi i Jawniakowi narkotyki, podając się za tajnego agenta, Tintinowi natomiast - dokumenty na temat przemytu broni dla lokalnego szejka. Przemytnik usiłuje też utopić Milusia, spada jednak ze schodów i traci zmysły. Gdy cała trójka przybywa do celu, zostaje aresztowana. Tajniak i Jawniak zostają oczyszczeni z zarzutów i wypuszczeni, ale Tintin zostaje porwany przez partyzantów Gadullaha. (W pierwotnej wersji przyjeżdża on do portu w Hajfie w Brytyjskiej Palestynie i najpierw porywają go członkowie Irgunu – zanim zrobili to Arabowie.)
Reporter zostaje przedstawiony Gadullahowi, gdy jednak wyjaśnia, że nie ma nic wspólnego z przemytem broni, szejk każe go związać i wziąć jako jeńca. W tym momencie nad obozowisko nadlatuje samolot emira; Gadullah rozkazuje zwinąć obóz i wyrusza w góry. Tajniak i Jawniak, oczyszczeni z zarzutów, poszukują szejka (przekonuje ich do tego wysokość nagrody) i błąkają się po pustyni jeepem, dręczeni przez fatamorgany.  
Następnego dnia karawana szejka dociera do wyschniętej oazy Birful Darkh; skrajnie wyczerpany Tintin traci przytomność. Szejk nakazuje przeciąć jego więzy i zostawić w spokoju. Jakiś czas później reporter budzi się i dociera do sadzawki, gdzie spędza noc. Tutaj też widzi Doktora Müllera (Czarna Wyspa), który wysadza gazociąg; reporter niepostrzeżenie dołącza do jego karawany. Po niedługim czasie jeźdźcy rozdzielają się, a doktorowi towarzyszy tylko Tintin; Müller orientuje się, że towarzysz go podgląda i ogłusza go kijem, nie daje rady jednak go zabić, jako że Tajniak i Jawniak przejeżdżają w pobliżu. Zanim policjanci przejadą, nie zauważając doktora, Tintin dochodzi do zmysłów; Müller ucieka, zabierając obydwa konie.  
Detektywi kręcą się w kółko po własnych śladach, podczas gdy reporter próbuje ich odnaleźć. Rozpętuje się burza piaskowa, podczas której Tintin spotyka detektywów i jedzie z nimi do Wadesdahu, stolicy Khemedu. Okazuje się, że jest tutaj Müller; podaje się on za archeologa, profesora Smitha i próbuje bezskutecznie namówić emira do podpisania kontraktu na ropę naftową z organizacją Skoil Petroleum. Reporter tutaj spotyka swojego przyjaciela, portugalskiego sprzedawcę Oliveira de Figueira.  
Gdy syn władcy Mohammeda Ben Kalish Andrutha, książę Abdallah, zostaje porwany, Tintin podejrzewa o to Müllera, pomimo że do pałacu zostaje przysłany list podpisany imieniem Gadullaha. Wdziera się do pałacu Müllera w nadziei, że uratuje księcia - podaje się za bratanka Olivieira. Udaje mu się odnaleźć rozwydrzonego księcia - kiedy jednak stara się go wyrwać z rąk porywaczy, jest zmuszony bronić się w pomieszczeniu wypełnionym rakietami sygnalizacyjnymi, sam Müller ucieka natomiast z Abdullahem. Na pomoc reporterowi przybywa Baryłka, z którym młodzieniec wyrusza w pościg za przeciwnikiem. Gdy Abdallah wyskakuje z samochodu, Tintin mierzy do Mûllera z pistoletu. Ten poprzysięga, że nie wezmą go żywcem, i kiedy kończą mu się naboje, chce strzelić sobie w głowę z pistoletu Abdallaha. Okazuje się, że jest to pistolet na atrament.  
Tajniak i Jawniak znajdują środek chemiczny, N14, który - dodawany przez agentów Müllera do benzyny - wielokrotnie zwiększał silę wybuchu benzyny. Policjanci, sądząc, że jest to aspiryna (tak jest napisane na opakowaniu), połykają je, co powoduje, iż rosną im długie włosy i brody, które zmieniają kolor. Tintin zawozi detektywów do szpitala, a doktora oddaje w ręce policji, tabletki natomiast przekazuje Lakmusowi. 
Po analizie tabletek, profesor Lakmus produkuje antidotum i środek zapobiegający wybuchom benzyny, do której już dodano N14. Jednak w trakcie eksperymentów zamek Księżymłyn zostaje uszkodzony.